# Psyllaephagus excisus
Psyllaephagus excisus är en stekelart som beskrevs av Edgar F. Riek 1962. Psyllaephagus excisus ingår i släktet Psyllaephagus och familjen sköldlussteklar. Inga underarter finns listade i Catalogue of Life.